# Javier Sánchez Cañizares
Javier Sánchez Cañizares (Córdoba, 1970) es un físico y teólogo español. Dirige actualmente el Grupo Ciencia, Razón y Fe (CRYF) de la Universidad de Navarra. Ha sido galardonado en 2018 con el Premio Razón Abierta en la categoría de investigación.

## Biografía
Nacido en Córdoba (1970), estudió en el Colegio Cervantes de los Hermanos Maristas de esa ciudad. En el período 1988-1991, realiza los estudios del primer ciclo de Ciencias Físicas en la Universidad de Sevilla, trasladándose después a Madrid para realizar la especialidad de Física Teórica y realizar su tesis doctoral en la Facultad de Ciencias de la Universidad Autónoma de Madrid, bajo la dirección de Fernando Sols Lucia.
En 2001, viaja a Roma para realizar los estudios de licenciatura y doctorado de Teología en la Pontificia Universidad de la Santa Cruz. La tesis la realiza en el ámbito de la teología fundamental bajo la dirección del también físico y teólogo Giuseppe Tanzella-Nitti, tratando sobre la revelación de Dios en la creación desde la perspectiva del discurso de san Pablo en el Areópago.
Tras ser ordenado sacerdote en 2005 por monseñor Javier Echevarría, se traslada a vivir a Pamplona, donde trabaja como profesor en la Universidad de Navarra. Primero en el Departamento de Teología Moral y Espiritual y después en la Facultad Eclesiástica de Filosofía, en la que, desde 2016, es Profesor Agregado de Ciencia, Razón y Fe y director del CRYF. También es investigador del Grupo Mente-Cerebro del Instituto Cultura y Sociedad de la misma Universidad.

## Investigación
La carrera investigadora de Javier Sánchez Cañizares contiene tres partes bien diferenciadas a lo largo de más de veinte años. Una primera etapa, en el período 1994-2001, está dedicada a la física teórica de la materia condensada y, en particular, al transporte en sistemas superconductores mesoscópicos, tema sobre el que trata su primera tesis doctoral. El objetivo de esta línea de investigación es introducir cálculos numéricos de transporte teniendo en cuenta las variaciones del parámetro de orden de los superconductores a causa de la corriente. Los cálculos involucran métodos autoconsistentes de resolución de ecuaciones que se aplican a estructuras con elementos normales y superconductores cuasiunidimensionales, con y sin desorden. El punto final de esta línea de investigación ha sido la aplicación del cálculo autoconsistente a un hilo superconductor tridimensional, incluyendo por tanto el efecto Meissner.
La segunda etapa abarca el período 2001-2012. Viene caracterizada por la realización de la tesis doctoral en teología e investigaciones en el campo de la teología fundamental, en relación con la revelación de Dios en la creación, y en teología moral fundamental, a partir de una cristología filial. Durante varios de esos años, fue miembro del grupo internacional de teología moral Hypsosis, dirigido por el teólogo canadiense Réal Tremblay, colaborando con dicho grupo en la publicación de diversos artículos y en el estudio sistemático de las propuestas de la teología moral italiana. Fruto de esos años es la publicación de dos monografías: “Moral humana y misterio pascual. La esperanza del Hijo” y “Razón y fe: la plenitud de la vida moral”.
La tercera etapa comienza en el año 2012 y se extiende hasta la actualidad. En ella comienza a interesarse por los estudios interdisciplinares en el ámbito de ciencia y religión, formando parte del grupo CRYF, fundado por Mariano Artigas. Será el campo de la filosofía de la naturaleza, y en particular el de la filosofía de la física, aquel desde el que aporta sus contribuciones más relevantes en la interacción entre ciencia y religión. También lleva a cabo investigaciones en el ámbito de la física de la mente con el Grupo Mente-Cerebro. Su libro más reciente lleva por título “Naturaleza creativa”  y es fruto de una colaboración interdisciplinar con un biólogo (Javier Novo) y un filósofo (Rubén Pereda). Una lista completa de sus publicaciones puede encontrarse en su página personal.

## Proyectos
En la actualidad, es investigador principal del proyecto “Science and Religion in Spanish Schools”, financiado durante el período 2018-2021 por la Fundación John Templeton, que ha llegado a más de veinticinco colegios españoles y a más de mil alumnos; y director adjunto de la revista interdisciplinar internacional “Scientia et Fides”. Es también el creador del blog “Física y Filosofía”.
En el ámbito de la filosofía de mente y de la física, su línea central de investigación se centra en las interpretaciones de la mecánica cuántica y su aplicación para el desarrollo de una nueva filosofía de la naturaleza, dentro del marco general de las filosofías del proceso. Una línea particular es el estudio de la emergencia de sistemas dinámicos complejos y de nuevos procesos de optimización que puedan permitir una comprensión filosófica más profunda de los sistemas naturales: en particular, explicar la emergencia de las propiedades humanas superiores.

## Premios y reconocimientos
El 24 de mayo de 2018, recibió uno de los dos premios Razón Abierta en la categoría de investigación, junto al filósofo español Juan Arana, por su libro: “Universo singular”. La ceremonia de entrega tuvo lugar en la Casina Pío IV de la Ciudad del Vaticano, sede de la Pontifica Academia de las Ciencias y de la Pontificia Academia de Ciencias Sociales.